# Pierre Picavet
Pour les articles homonymes, voir Picavet.
Pierre Picavet (né à Lille le 24 janvier 1892 et décédé à Tourcoing le 21 juillet 1973) était un ingénieur, pionnier du cervolisme, et aérostier pendant la Première Guerre mondiale. Il est l'inventeur du système de suspension couramment utilisé en photo cervolisme qui porte son nom,,.

## Biographie

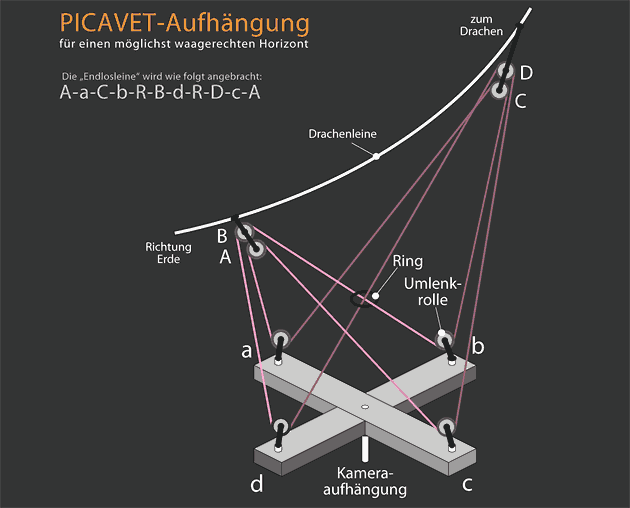
Schéma de la suspension Picavet

Il est ingénieur diplômé de l'Institut industriel du Nord (actuelle École centrale de Lille), section Chimie, en 1912.
À partir de 1911, il pratique le cerf-volant à l'Aviator Club Lillois dont il est secrétaire, puis vice-président en 1912. À la même époque, il est également correspondant des mensuels parisiens Le cerf-volant, puis La revue du cerf-volant.
Il publie dans le numéro de novembre 1912 de la revue Le cerf-volant
 un article décrivant une nouvelle variante de suspension pendulaire elliptique. Ce système est couramment utilisé en photo-cervolisme sous le nom de « Picavet », « suspension Picavet » ou « croix de Picavet ».
Picavet est incorporé le 10 octobre 1913, d'abord dans l'aviation, puis dans l'aérostation, à Saint-Cyr puis à Versailles. Pendant toute la Première Guerre mondiale, Pierre Picavet est aérostier, d'abord à la 30e Compagnie d'Aérostiers, commandée par le Capitaine Saconney puis à la 47e, 87e et 49e compagnie d’aérostiers, dont il est capitaine. Il est libéré le 21 juillet 1919.
Après la guerre, Picavet est directeur d'usine à Sucy-en-Brie, puis ingénieur en chef d'une filature à Tourcoing de 1928 à 1957. Pendant la Deuxième Guerre mondiale, il est commandant du parc de la base aérienne de Bourrassol (près de Toulouse) de juin 1941 à janvier 1943. Par ailleurs, il s’occupe très activement d’une société de tir, sport dans lequel il fut un champion.
Il décède à Tourcoing le 21 juillet 1973.

## Sources

### Notice biographique
- « Pierre Louis Picavet », base Léonore, ministère français de la Culture